# Lilian Cristina Lopes Gonçalves
Lilian Cristina Lopes Gonçalves, née le 25 avril 1979 à Sorocaba, dans l'État de São Paulo au Brésil, est une joueuse brésilienne de basket-ball. Elle évolue durant sa carrière au poste d'ailière. 

## Palmarès
- 3e des Jeux olympiques 2000
- Finaliste du championnat des Amériques 2005